# Tapleys Hill Road
Die Tapleys Hill Road ist eine Hauptverkehrsstraße in Adelaide im Zentrum des australischen Bundesstaates South Australia. Sie verbindet die westlichen Vororte der Stadt von Port Adelaide bis Glenelg.

## Verlauf
Sie verläuft durch die Local Government Areas Port Adelaide Enfield City, Charles Sturt City, West Torrens City und Holdfast Bay City.
Die Straße zweigt von der Port Road (A7) in Atherton nach Südwesten ab und kreuzt nach wenigen hundert Metern die Old Port Road, wo sie nach Süden abbiegt. Sie kreuzt die West Lakes Road, die Trimmer Parade, die Grange Road und die Henley Beach Road. Dann überquert sie den River Torrens und die Burbridge Road / Sir Donald Bradman Drive (A6). Anschließend bildet sie die westliche Begrenzung des Flughafens von Adelaide. Nach Querung des Sturt River erreicht sie den Anzac Highway (A5) in Glenelg und endet. Die Brighton Road (A15) ist ihre Fortsetzung nach Süden.

## Ausbau des Anzac Highway
Vor dem Ausbau des Anzac Highway in den 1990er-Jahren war das südliche Ende der Tapleys Hill Road an den Anzac Highway angebunden und lag etwa 100 m westlich des heutigen Endes. Der Ausbau umfasste eine Neutrassierung der Tapleys Hill Road in diesem Bereich und band sie an das Nordende der Brighton Road an. Dadurch wurden Verkehrsstaus in diesem verkehrsreichen Gebiet vermieden. Die alte Trasse existiert noch heute und heißt Old Tapleys Hill Road. Sie dient nur noch als Wohnstraße.